# 林嘉欣
林嘉欣（英語：Karena Lam Ka Yan，1978年8月17日—），香港及台灣女演員、女歌手，目前主要活躍於香港，為金馬獎史上首位獲得最佳女主角、最佳女配角與最佳新演員獎三項演技獎的大滿貫演員。

## 經歷

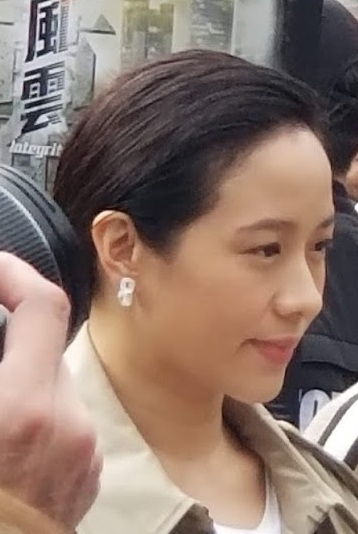
2019年1月30日於香港維多利亞公園拍攝。

林嘉欣的母親是台日混血的台灣宜蘭縣南澳鄉澳花村人、父親是香港人。林嘉欣出生於加拿大溫哥華，自小父母離異，持有中華民國護照。從加拿大回台灣參加比賽脫穎而出後，正式於台灣演藝圈出道，曾演出張學友等知名歌手的台灣專輯MV，林嘉欣亦在台灣發行個人專輯，以甜美形象著稱，並在台灣演出偶像劇和多部國片。林嘉欣出道前只當過英文科家庭教師。其後，因為張洪量合約糾紛而工作銳減，演藝路程起起伏伏。。
2002年，林嘉欣以香港電影《男人四十》在香港電影金像獎及金馬獎上同時獲得最佳新演員獎及最佳女配角獎，引起華語電影圈廣大關注。其後，連續四年分別憑電影《異度空間》、《戀之風景》、《救命》、《怪物》於香港電影金像獎獲提名最佳女主角，是香港電影金像獎史上紀錄，2008年，再度以電影《親密》提名香港電影金像獎及金馬獎最佳女主角。2009年，憑此片於韓國忠五路國際電影節奪得最佳女主角獎。
2006年7月，林嘉欣首度跨足劇場舞台，演出由詹瑞文及甄詠蓓導演的兒童音樂劇場《月亮7個半》。2010年10月15日上映的《魔俠傳之唐吉可德》是林嘉欣的暫時息影之作。
2011年8月，林嘉欣在北京復工。2012年12月，結婚生子后淡出影壇的林嘉欣《大上海》為袁泉飾演的葉知秋擔任粵語配音。2013年誕下第二名女兒。2014年擔任第38屆香港國際電影節評審委員。
2015年，在《男人四十》上映13年後，再次與張學友合作，出演由丈夫袁劍偉執導的電影《暗色天堂》。同年11月21日，以電影《百日告別》在金馬獎奪得最佳女主角獎，當中飾演失去未婚夫的女子，以含蓄、內斂的方式表達內心的痛苦，層次分明，展現洗練、成熟的演技，擊敗舒淇、趙濤等賽前大熱。迄今已獲金馬獎最佳女主角、最佳女配角、最佳新演員獎，成為演技獎大三元的第一人。
2016年，憑《暗色天堂》第六次提名第35屆香港電影金像獎最佳女主角，事前被視為大熱，但最終鎩羽而歸、大熱倒灶敗給春夏，未能繼金馬獎後再創大滿貫。
2017年11月，林嘉欣連續第三年推出繪本圖書，接受訪問時表示繪本的靈感，是來自兩位女兒Kayla和Sofie；繪本第一輯中，Kayla和Sofie 兩個角色大受喜歡，今次兩位女兒更加有份參與。而在網上的討論區，林嘉欣是媽媽們的熱門搜尋，大家都大讚嘉欣的教女方式，她亦經常在網上和大家分享親子趣事。
2018年2月，林嘉欣接受訪問時親自拆解過有關她的四大都市傳聞。
2024年，林嘉欣出任第四十八屆香港國際電影節大使。
2025年，林嘉欣擔任法國五月藝術節大使長達13年

## 個人生活
2010年，林嘉欣與導演袁劍偉於6月13日在加拿大註冊結婚，同年誕下女兒，並暫別娛樂圈。2011年8月，於北京復工。2013年，產下第二個女兒。2023年7月28日，林嘉欣宣佈與袁劍偉離婚，結束12年的婚姻。

## 戲劇作品

### 電影
| 年份   | 片名                    | 角色               | 合作演員                                       |
| 2001年 | 男人四十                | 胡彩藍             | 張學友、梅艷芳                                 |
| 2002年 | 異度空間                | 章昕               | 徐少強、張國榮                                 |
| 2002年 | 戀愛行星                | 陳靜               | 謝霆鋒                                         |
| 2003年 | 六樓后座                | Karena             | 盧巧音、周俊偉                                 |
| 2003年 | 雙雄                    | Brenda             | 黎明、鄭伊健、黃浩然                           |
| 2003年 | 戀之風景                | 曼兒               | 鄭伊健、劉燁                                   |
| 2004年 | 救命                    | 孫玲               | 李心潔、許志安、黃浩然                         |
| 2004年 | 六壯士                  | 丁丁               | 林子祥、鄭伊健                                 |
| 2004年 | 我要做Model             | 張鐵柱             | 鄭中基、森美                                   |
| 2005年 | 後備甜心                | Jill               | 鄭伊健、曾志偉                                 |
| 2005年 | 阿嫂                    | 洛華               | 曾志偉、劉心悠                                 |
| 2005年 | 怪物                    | 怪物               | 舒淇、方中信                                   |
| 2006年 | 詭絲                    | 杜家維             | 張震、江口洋介                                 |
| 2007年 | 綁架                    | 林曉陽             | 劉若英、張智霖、張兆輝                         |
| 2007年 | 安娜與安娜              | 安娜&思語          | 陆毅                                           |
| 2007年 | 花吃了那女孩            | Ricky              | 王心凌、路嘉欣、許安安                         |
| 2008年 | 親密                    | Pearl/佩           | 鄭伊健、曾志偉                                 |
| 2008年 | 六樓后座2家屬謝禮       | Karena             | 江若琳、農夫                                   |
| 2008年 | 愛情呼叫轉移2：愛情左右 | 聶冰               | 黃曉明、古巨基、鄧超、黃渤                     |
| 2010年 | 戀人絮語                | 阿蘭               | 陳奕迅、謝安琪、陳潔儀、陳偉霆、范曉萱、曾志偉 |
| 2010年 | 魔俠傳之唐吉可德        | 唐夫人             | 郭濤、王剛                                     |
| 2013年 | 被遺棄的                | Sam                | 林雲中                                         |
| 2015年 | 天將雄師                | Karena             | 成龍、吳建豪                                   |
| 2015年 | 百日告別                | 心敏               | 石錦航、馬志翔、柯佳嬿、陳偉霆、李千娜、張書豪 |
| 2015年 | 陀地驅魔人              | 黄永发妈妈         | 张家辉、郭采洁、蔡思贝、张继聪                 |
| 2016年 | 暗色天堂                | Michelle           | 張學友、黃秋生、羅蘭                           |
| 2017年 | 心理罪之城市之光        | 魏巍               | 鄧超、劉詩詩、阮經天、郭京飛                   |
| 2019年 | 廉政風雲 煙幕           | 江雪兒             | 劉青雲、張家輝                                 |
| 2019年 | 掃毒2天地對決           | 邹文凤             | 劉德華、古天樂、苗僑偉、應采兒                 |
| 2020年 | 死因無可疑              | 沈子玲             | 黃秋生、陳家樂                                 |
| 2021年 | Bad Acting              | 林嘉欣             | 紀錄片                                         |
| 2021年 | 美國女孩                | 王莉莉             | 莊凱勛、方郁婷、林品彤、曾寶儀、夏于喬、高慧君 |
| 2022年 | 邊緣行者                | 咖啡店老闆         | 任賢齊、任達華、洪金寶、方中信、吳卓羲         |
| 2023年 | 速命道                  | 「地獄貓」主人妻子 | 陳昱榕、陳嘉樺、柯有倫、丁寧、周文傑、林睦淵   |
| 2023年 | 失衡凶間之罪與殺        | 心瑤               | 劉俊謙、朱栢康                                 |
| 2024年 | 海關戰線                | 邵雅瑩             | 張學友、謝霆鋒                                 |
| 2024年 | 愛情城事－病源          | 育                 | 李心潔、阮經天                                 |
| 2024年 | 女兒的女兒              | Emma               | 張艾嘉                                         |
| 2025年 | 惡行之外                | 關寶瑜             | 古天樂、林家棟                                 |
| 2025年 | Worth the wait          | Teresa             | 姜成鎬                                         |

### 電視劇
- 2001年《白色戀曲》飾演 余谦
- 未上映《THE SEASON》

### 舞台劇
- 2004年 牆前明月光
- 2006年 月亮7個半、不一樣 一樣漂亮
- 2011年 野豬

### 配音
- 2006年《反斗車王》─莎莎
- 2012年《消失的子彈》─小雲雀[13]
- 2013年《大上海》─葉知秋
- 2014年《輝耀姬物語》─輝耀姬

## 音樂作品

### 個人唱片
| 專輯 # | 專輯名稱                   | 專輯類型 | 語言       | 發行公司          | 發行日期       | 曲目 |
| ------ | -------------------------- | -------- | ---------- | ----------------- | -------------- | --- |
| 1st    | 有點想                     | 大碟     | 國語       | 寶麗金            | 1995年10月     | 曲目 1. 有點想 2. Be Myself 3. 我一定不會 4. 也許我不錯 5. Rainbow 6. 選擇寂寞 7. 同一班公車 8. 向日葵 9. 讓人生好夢一場 10. 遊戲 |
| 2nd    | 單戀物語                   | 大碟     | 國語       | 環球唱片          | 1999年8月      | 曲目 1. 單戀物語(搭配華視播映的日本動畫庫洛魔法使片頭) 2. 笑 3. 明天會下雨 4. 戀愛方程式 5. Hey You 6. Big Big World 7. 不管了 8. 缺口 9. 傷透了心 10. 寂寞好久 11. Hey You（Remix）                                                                                                   |
| 3rd    | 午夜11:30的星光 香港特別版 | 大碟     | 國語       | 百代唱片          | 2003年10月28日 | 曲目 1. 電腦檔案 不能播放 2. 戀之風景 (MUSIC VIDEO) 3. 六樓后座 (MUSIC VIDEO) 4. 美好的原點 5. 我不怕 6. 女明星 7. 最後我們 8. Confession 9. 想念動作 10. Soul Mate 11. 六樓后座之幸福 12. My Wishes 13. 消失行蹤 14. 戀之風景 15. Ocean 16. 六樓后座（粵語版） 17. 戀之風景（粵語版） |
| 3rd    | 午夜11:30的星光 台灣版     | 大碟     | 國語       | 百代唱片          | 2003年11月4日  | 曲目 1. 美好的原點 2. 我不怕 3. 女明星 4. 最後我們 5. Confession 6. 想念動作 7. Soul Mate 8. 六樓后座之幸福 9. My Wishes 10. 消失行蹤 11. 戀之風景 12. Ocean |
| 4th    | 約會林嘉欣                 | 大碟     | 國語、粵語 | 百代唱片 金牌大風 | 2004年2月13日  | 曲目 1. 電腦檔案 不能播放 2. Soul Mate（MV） 3. 我不怕（MV） 4. 2月14的約會 5. 迷信無用 6. 爽快 7. 苦戀太好 8. 視而不見 9. 珍惜愛 10. 六樓后座 11. 戀之風景 |

## 派台歌曲成績
| 派台歌曲成績（四台）    | 派台歌曲成績（四台） | 派台歌曲成績（四台） | 派台歌曲成績（四台） | 派台歌曲成績（四台） | 派台歌曲成績（四台） | 派台歌曲成績（四台）   | 派台歌曲成績（四台）                        |
| ----------------------- | -------------------- | -------------------- | -------------------- | -------------------- | -------------------- | ---------------------- | ------------------------------------------- |
| 唱片                    | 歌曲                 | 903                  | RTHK                 | 997                  | TVB                  | 備註                   | 備註                                        |
| 2003年                  |                      |                      |                      |                      |                      |                        |                                             |
| 約會林嘉欣              | 六樓后座             | 11                   | 10                   | 10                   | 7                    | 電影《六樓后座》主題曲 | 電影《六樓后座》主題曲                      |
| 約會林嘉欣              | 戀之風景             | 14                   | -                    | -                    | -                    | 電影《戀之風景》主題曲 | 電影《戀之風景》主題曲                      |
| 2004年                  |                      |                      |                      |                      |                      |                        |                                             |
| 約會林嘉欣              | 2月14的約會          | 8                    | 3                    | 12                   | 6                    |                        |                                             |
| True Music Karaoke Hits | 約會林嘉欣           | 13                   | -                    | 6                    | -                    | 與鄭中基合唱           | 與鄭中基合唱                                |
| 派台歌曲成績（五台）    |                      |                      |                      |                      |                      |                        |                                             |
| 唱片                    | 歌曲                 | 903                  | RTHK                 | 997                  | TVB                  | ViuTV                  | 備註                                        |
| 2020年                  |                      |                      |                      |                      |                      |                        |                                             |
|                         | 字典 與 聖經         | 16                   | -                    | -                    | ×                    | 8                      | 與麥浚龍合唱 加拿大至 HIT 中文歌曲排行榜：3 |

| 各台冠軍歌總數 | 各台冠軍歌總數 | 各台冠軍歌總數 | 各台冠軍歌總數 | 各台冠軍歌總數 | 各台冠軍歌總數    | 各台冠軍歌總數    |
| -------------- | -------------- | -------------- | -------------- | -------------- | ----------------- | ----------------- |
| 四台a          | 903            | RTHK           | 997            | TVB            | 備註              | 備註              |
| 四台a          | 0              | 0              | 0              | 0              | 四台冠軍歌總數：0 | 四台冠軍歌總數：0 |
| 五台b          | 903            | RTHK           | 997            | TVB            | ViuTV             | 備註              |
| 五台b          | 0              | 0              | 0              | 0              | 0                 | 四台冠軍歌總數：0 |

- （*）仍在榜上
- （-）未能上榜
- （×）沒有派往該台
- （(1)）兩週冠軍
- ^  注解a：包括2020年後的冠軍歌曲
- ^  注解b：2020年起

## MV
- 1995年〈如果我們不再相愛〉（黎明）《愛難求》專輯）
- 1996年〈情書〉（張學友《忘記你我做不到》專輯）
- 1996年〈有情天地〉（黎明《為何妳不是我的未來》專輯）
- 2001年〈Love〉（張學友《熱》專輯）
- 2004年〈好說話〉（任賢齊《情義[光耀全紀錄]》專輯）
- 2007年〈我不會唱歌〉（羅志祥《舞所不在》專輯）
- 2012年〈信任〉（陳奕迅《...3mm》專輯）[14]
- 2014年〈用餘生去愛〉（張學友《醒著做夢》專輯）
- 2014年〈時間有淚〉（張學友《醒著做夢》專輯）
- 2014年〈我只想唱歌〉（張學友《醒著做夢》專輯）
- 2014年〈你說的〉（張學友《醒著做夢》專輯）
- 2016年〈完美〉（草蜢《音悅行者》專輯）
- 2017年〈Earth Vely Danger〉（阮文泰《初戀無限Loop》主題曲）
- 2019年〈暴烈 · 34〉（麥浚龍《the album part one》專輯）
- 2020年〈字典與聖經〉（麥浚龍《the album and the end of it》專輯）
- 2021年〈勿念〉（岑寧兒）

## 出版書籍
- 2009年《VOYAGES》寶麗來照片書
- 2021年《VOYAGES II》寶麗來照片書
- 2021年《VOYAGES III》寶麗來照片書

## 獎項紀錄
| 年度 | 頒獎單位                    | 獎項                     | 作品              | 結果 |
| 2002 | 第39屆金馬獎                | 最佳新演員               | 《男人四十》      | 獲獎 |
| 2002 | 第39屆金馬獎                | 最佳女配角               | 《男人四十》      | 獲獎 |
| 2002 | 第8屆香港電影評論學會大獎   | 最佳女演員               | 《男人四十》      | 提名 |
| 2002 | 第4屆亞洲影評人協會獎       | 最佳女配角               | 《男人四十》      | 獲獎 |
| 2002 | 第21屆香港電影金像獎        | 最佳新演員               | 《男人四十》      | 獲獎 |
| 2002 | 第21屆香港電影金像獎        | 最佳女配角               | 《男人四十》      | 獲獎 |
| 2003 | 第8屆香港電影金紫荊獎       | 最佳女配角               | 《男人四十》      | 獲獎 |
| 2003 | 第3屆華語電影傳媒大獎       | 最佳女主角               | 《異度空間》      | 提名 |
| 2003 | 第9屆香港電影評論學會大獎   | 最佳女主角               | 《異度空間》      | 提名 |
| 2003 | 第22屆香港電影金像獎        | 最佳女主角               | 《異度空間》      | 提名 |
| 2003 | 第8屆釜山國際影展           | 最佳女主角               | 《異度空間》      | 提名 |
| 2003 | 第5屆亞洲NHK電影節          | 最佳女主角               | 《戀之風景》      | 提名 |
| 2004 | 第23屆香港電影金像獎        | 最佳女主角               | 《戀之風景》      | 提名 |
| 2004 | 第4屆華語電影傳媒大獎       | 港台最受歡迎女演員       | 《戀之風景》      | 提名 |
| 2005 | 第24屆香港電影金像獎        | 最佳女主角               | 《救命》          | 提名 |
| 2006 | 第25屆香港電影金像獎        | 最佳女配角               | 《阿嫂》          | 提名 |
| 2006 | 第25屆香港電影金像獎        | 最佳女主角               | 《怪物》          | 提名 |
| 2006 | 第7屆演藝動力大獎           | 最突出電影女演員         | 《怪物》          | 獲獎 |
| 2006 | 第12屆香港電影評論學會大獎  | 最佳女演員               | 《怪物》          | 提名 |
| 2006 | 第1屆香港專業電影攝影師學會 | 攝影師眼中最具魅力女演員 | 不適用            | 獲獎 |
| 2008 | 第45屆金馬獎                | 最佳女主角               | 《親密》          | 提名 |
| 2009 | 第10屆演藝動力大獎          | 最突出電影女演員         | 《親密》          | 獲獎 |
| 2009 | 第28屆香港電影金像獎        | 最佳女主角               | 《親密》          | 提名 |
| 2009 | 第3屆韓國忠武路國際電影節   | 最佳女演員               | 《親密》          | 獲獎 |
| 2010 | 第14屆全球華語榜中榜        | 最佳電影女演員           | 《親密》          | 提名 |
| 2011 | 第12屆演藝動力大獎          | 最突出電影女演員         | 《戀人絮語》      | 提名 |
| 2015 | 第52屆金馬獎                | 最佳女主角               | 《百日告別》      | 獲獎 |
| 2015 | 第17屆台北電影獎            | 最佳女主角               | 《百日告別》      | 提名 |
| 2016 | 第10屆亞洲電影大獎          | 最佳女主角               | 《百日告別》      | 提名 |
| 2016 | 第7屆至十大華語電影節       | 最佳女主角               | 《百日告別》      | 提名 |
| 2016 | 第35屆香港電影金像獎        | 最佳女主角               | 《暗色天堂》      | 提名 |
| 2016 | 第2屆全民投選電影金影獎     | 最受歡迎女主角           | 《暗色天堂》      | 提名 |
| 2019 | 第11屆澳門國際電影節        | 最佳女配角               | 《廉政風雲 煙幕》 | 提名 |
| 2020 | 第3屆MOVIE6全民票選電影大獎 | 全民票選最佳女主角       | 《掃毒2天地對決》 | 提名 |
| 2021 | 第27屆香港電影評論學會大獎  | 最佳女演員               | 《死因無可疑》    | 提名 |
| 2021 | 第4屆MOVIE6全民票選電影大獎 | 全民票選最佳女主角       | 《死因無可疑》    | 提名 |
| 2021 | 第58屆金馬獎                | 最佳女主角               | 《美國女孩》      | 提名 |
| 2022 | 第3屆台灣影評人協會獎       | 最佳女演員               | 《美國女孩》      | 提名 |
| 2022 | 第24屆台北電影獎            | 最佳女主角               | 《美國女孩》      | 提名 |
| 2023 | 第16屆亞洲電影大獎          | 最佳女主角               | 《美國女孩》      | 提名 |
| 2023 | 第33屆法羅島少數民族電影節  | 華語區 最佳女主角        | 《美國女孩》      | 獲獎 |
| 2025 | 第6屆台灣影評人協會獎       | 最佳女演員               | 《女兒的女兒》    | 提名 |
| 2025 | 第27屆台北電影獎            | 最佳女配角               | 《女兒的女兒》    | 提名 |

## 外部連結
- 林嘉欣 Karena Lam的Facebook專頁
- 林嘉欣的Instagram帳戶
- 林嘉欣的Threads
- 林嘉欣的新浪微博
- 林嘉欣在香港影庫上的簡介
- 林嘉欣在互联网电影资料库（IMDb）上的資料（英文）
- 林嘉欣在时光网上的簡介（简体中文）
- 林嘉欣在豆瓣上的资料（简体中文）
- 林嘉欣在台灣電影網上的資料（繁體中文）
- 928港殤紀念日-影帝黃秋生斥警暴力鎮壓民主魂 （页面存档备份，存于）.自由時報.2014-10-09